# Malcolm Tuñacao
Malcolm Tuñacao est un boxeur philippin né le 8 décembre 1977 à Mandaue City.

## Carrière
Passé professionnel en 1988, il devient champion du monde des poids mouches WBC le 19 mai 2000 en battant son compatriote Medgoen Singsurat par arrêt de l'arbitre au 7e round. Tuñacao fait ensuite match nul contre Celes Kobayashi puis est battu au premier round par Pongsaklek Wonjongkam le 2 mars 2001. Il perd également un autre combat de championnat du monde en 2013 face au tenant du titre des poids coqs WBC, Shinsuke Yamanaka, et met un terme à sa carrière l'année suivante sur un bilan de 35 victoires, 3 défaites et 3 matchs nuls.

## Référence
1. ↑  (en) Boonsai Sangsurat vs. Malcolm Tunacao (boxrec.com)